# جایزه ایمیج
جایزه ایمیج (انگلیسی: NAACP Image Award) جایزه‌ای است که توسط انجمن ملی پیشرفت رنگین‌پوستان به رنگین‌پوستان فعال و برجسته در زمینهٔ سینما، تلویزیون، موسیقی و ادبیات اهدا می‌شود. همچون جوایز دیگری مثل جایزه اسکار و جایزه گرمی، این جایزه نیز در بر اساس آرایِ اعضایِ این سازمان و در ۳۵ شاخهٔ گوناگون اهدا می‌گردد. علاوه بر این، چند جایزه افتخاری نیز (همچون جایزه اسکار افتخاری) همه‌ساله اعطاء می‌شود.
جایزه ایمیج در سال ۱۹۶۷ میلادی ابداع شد و بجز سال ۱۹۷۳ میلادی، همه ساله برگزار شده‌است. نخستین دورهٔ آن در ۱۳ اوت ۱۹۶۷ در هتل بورلی هیلتون‌ برگزار شد. مراسم این جایزه معمولاً در لس آنجلس و اطراف آن برگزار می‌گردد. این مراسم نخستین بار در سال ۱۹۹۴ میلادی توسط شبکه رسانه‌ای فاکس و آنهم به صورت غیرمستقیم (از پیش ضبط‌شده) پخش شد، اما از سال ۲۰۰۷ میلادی، شبکه رسانه‌ای فاکس آن را به‌طور مستقیم و زنده پخش به روی آنتن می‌برد. آنتونی اندرسون هشت سال متوالی از ۲۰۱۴ تا ۲۰۲۲ اجراکنندهٔ مراسم بود.